# Autoroute A 660
Die Autoroute A 660 ist eine französische Autobahn mit Beginn in Lacanau-de-Mios und dem Ende in Gujan-Mestras. Sie hat eine Gesamtlänge von 21,0 km. Sie zweigt von der Autoroute A63 Bordeaux – spanische Grenze ab und erschließt den südlichen Bereich des Bassin d’Arcachon und die angrenzenden Badeorte wie Biscarrosse. Die Autobahn ist komplett mautfrei zu benutzen. 

## Geschichte
- 1987: Eröffnung Lacanau-de-Mios – Mios (A 63 – Abfahrt 1)
- Mai 1995: Eröffnung Mios – Facture (Abfahrt 1 – 2)
- 30. Juni 2001: Eröffnung Facture – Le Teich (Abfahrt 2 – 3)
- 2004: Eröffnung Le Teich – La Hume (Abfahrt 3 – N 250), 1. Fahrbahn
- 12. Dezember 2007: Eröffnung Le Teich – Gujan-Mestras (Abfahrt 3 – D 650e3), 2. Fahrbahn
- 18. Dezember 2008: Eröffnung Gujan-Mestras – La Hume (D 650e3 – N 250), 2. Fahrbahn